# Die Hoffnung stirbt zuletzt
Die Hoffnung stirbt zuletzt (Speranța moare ultima) este un film german transmis pe postul german de televiziune NDR. A fost produs în anul 2002 după cartea lui Fred Breinersdorfer, în regia lui Marc Rothemund.

## Acțiune
Comisara de poliție Corinna Safranski începe cariera ei ca simplă polițistă de sector în Hamburg. Din cauza stressului de la servici ea se desparte de prietenul ei. Eddy Garbitsch, șeful, caută să aibă o aventură cu ea, însă Corinna îl respinge. Refuzat, fiind pălmuit de Corinna, șeful începe o campanie de mobbing contra ei. De acum viața ei la servici devine un infern, plin cu șicane și umiliri. Deznădăjduită și umilită Corinna ajunge aproape în pragul sinuciderii. Filmul este o critică a societății în situația în care un șef exercită abuzuri sexuale, profitând de poziția sa. Filmul a fost premiat cu Goldene Kamera, premiul Adolf-Grimme, premiul televiziunii bavareze și premiul televiziunii germane.